# John A. Danaher
John A. Danaher (Meriden, 1899. január 9. – West Hartford, 1990. szeptember 22.) az Amerikai Egyesült Államok szenátora (Connecticut, 1939–1945).